# Томас Карловић
Томас Фелипе Карловић (шп. Tomás Felipe Carlovich; Росарио, 19. април 1946 — Росарио, 8. мај 2020) био је аргентински фудбалер. Играо је на позицији везног играча.

## Биографија
Карловић је са очеве стране пореклом са острва Угљан у Далмацији. Његов отац Марио се доселио у Аргентину тридесетих година 20. века, где је радио као водоинсталатер. Оженио се Елвиром Вегом, са којом је имао седам синова, од којих је Томас био најмлађи. Био је познат под надимком El Trinche (виљушка). Одликовао се врхунском фудбалском техником, дриблингом и контролом лопте. Специјалност му је била двоструко гурање лопте кроз ноге противничком играчу. Невољност да се прилагоди физичким захтевима тадашњег фудбала и таквом начину живота, био је један од разлога због чега је одиграо тек неколико утакмица у највишем рангу аргентинског клупског фздбала. Фудбалску славу стекао је играма у нижим лигама и пријатељским  утакмицама. Био је члан селекције састављене од играча из Росарија која је играла пријатљску утакмицу 1974. године против селекције Аргентине која се припремала за Светско првенство. На полувремену је селекција Росарија водила 3:0 против националне селекције, а Карловић се поигравао са аргентинским репрезентативцима, због чега је аргентински селектор замолио тренера Росарија да изведе Карловића из игре. У пријатељској утакмици између Андеса Таљереса и италијанског Милана, одиграној јуна 1979. године у Мендози, екипа Андеса је победила Милан резултатом 3:2, а Карловић је био најбољи играч на терену. Селектор Аргентине Сесар Меноти га је желео видети у репрезентацији за Светско првентсво 1978. године које се одржавало у Аргентини, те га је позвао на припремне утакмице, на које се он није појавио. Као разлог недоласка Карловић је Менотију рекао да је отишао на пецање и да није могао доћи јер је река била набујала. Аргентински фудбалски великани као што су Сесар Меноти, Хосе Пекерман и Марсело Бијелса су гледали његове утакмице и веома га ценили. Пекерман га је описао као највећег аргентинског талента икада, а Бијелса је изјавио да никада није видео играча попут њега и да четири године није пропустио ниједну његову утакмицу. Када је 1993. године Дијего Марадона потписао за Њуелс олд бојс из Росарија, новинари су коментарисали како је сада у граду најбољи светски фудбалер, на шта је Марадона узвратио речима: Најбољи фудбалер је већ играо у Росарију, зове се Карловић. У фебруару 2020. године дошло је до сусрета Карловића и Марадоне, који је Карловић описао речима: 
| „ | Када је Дијего био у Росарију, сугерисали су ми да бих се могао с њиме срести. Рекао сам „зашто не, идемо”. Стајао сам на удаљености од двадесетак метара од места где је он био са 15 до 20 других људи. Изненада се појавио поред мене, загрлио ме и почео говорити. Чак ми се и потписао на мајицу и написао на њу „Тринче, био си бољи од мене”. Једино што сам успео одговорити је: „Дијего, сада могу миран умрети. Био си највећи играч којег сам икада видео. Чудне ствари ми се догађају”. | ” |

Преминуо је 8. маја 2020. године у Росарију од последица излива крви у мозак, два дана након бруталног напада насред улице од стране лопова који су хтели да му украду бицикл.

## Успеси
Сентрал Кордоба Росарио
- Примера Ц  (1) : 1973.[8]

 Индепендијенте Ривадавија
- Примера А Лига мендосина  (1) : 1976.[9]